# Heidelberg Appeal Nederland
Heidelberg Appeal Nederland (traduisible en français par « Appel d'Heidelberg Pays-Bas »), ou HAN, est une fondation néerlandaise hostile aux réglementations environnementales et climato-dénialiste, fondée en 1993 et disparue en 2008, remplacée par la fondation De Groene Rekenkamer.

## Histoire
La fondation Heidelberg Appeal Nederland (HAN) est créée en 1993 par Albert Cornelissen (qui la préside jusqu'en 1999), l'immunologiste Rob Meloen et le toxicologue Aalt Bast. Elle tire son nom de l'appel d'Heidelberg de 1992 qui, à l'occasion du Sommet de la Terre de Rio, entend mettre en garde les décideurs mondiaux contre les arguments pseudo-scientifiques et est en réalité une initiative des lobbies du tabac et de l'amiante qui cherche à contrer les discours écologistes. Elle rassemble des scientifiques et affirme vouloir produire des évaluations scientifiques indépendantes ; en pratique, elle s'oppose aux réglementations environnementales,.
À partir de la fin de la décennie 1990, la fondation réalise des études pour le comptes d'industriels, dont les conclusions vont toujours dans leur sens selon les journalistes de de Volkskrant. Le successeur d'Albert Cornelissen à la présidence de la fondation, confidentielle, est Jaap Hanekamp ; en 2005, la fondation et lui contestent ouvertement le rôle de l'effet de serre, et donc la responsabilité humaine, dans le réchauffement climatique. HAN publie des études sur le rôle de l'ammoniac industriel dans les dégâts causés à la végétation par les pluies acides (inexistant selon elle), sur l'effet des pesticides ou les nitrates sur la santé publique (idem), etc. Plus largement, la fondation s'oppose au principe de précaution,.
Elle absorbe en 2005 le lobby conservateur climato-dénialiste britannique European Science and Environment Forum, cofondé par le Néerlandais Frits Böttcher en 1994, lequel était déjà impliqué dans la fondation HAN,.
En 2008, elle est remplacée par la fondation climato-dénialiste De Groene Rekenkamer.

## Financement
La fondation compte environ 800 donateurs en 1999 et un peu moins d'un millier en 2005, dont Rabobank. Au tournant du siècle, elle est également financée par les industriels (par exemple la Nederlandse Vakbond Varkenshouders (nl) qui rassemble les éleveurs de porcs, ou le lobby des chasseurs) pour lesquels elle produit des études,.